# Crocidura zaitsevi
Crocidura zaitsevi — дрібний ссавець, вид роду білозубка (Crocidura) родини мідицеві (Soricidae) ряду мідицеподібні (Soriciformes). Валідність виду скасована; таксон приєднано до Crocidura kegoensis

## Опис
Це дуже малий вид Crocidura з подовженим хвостом. Писочок довгий і вузький, міжорбітальна область досить широка. Перший ріжучий зуб у верхній щелепі нахилився вперед. Шерсть на верхній частині тіла коричнево-сіра, низ трохи світліший. Верх ступнів явно світліший, ніж тіло. Вуха темно-сірі. Довжина голови й тіла від 48 до 58 (середнє 53) мм, довжина хвоста від 33 до 41 (37) мм, довжина задньої ступні від 8 до 11 (10) мм, довжина вуха від 5 до 8 (7) мм і череп довжиною 14.19—15.3 (14.79) мм.

## Поширення
Вид знайдений на горі Нгоклінь у в'єтнамській провінції Контум. Цей вид відомий з шести чоловічих і шести жіночих  особин, які у квітні 2004 року на 1650—2300 м над рівнем моря в лісі на західній стороні гори опинилися в пастці Олексія Абрамова. Цей вид названий на честь покійного відомого російського зоолога Михайла Зайцева (1954-2005), фахівця в області комахоїдних.